# Corrybrough

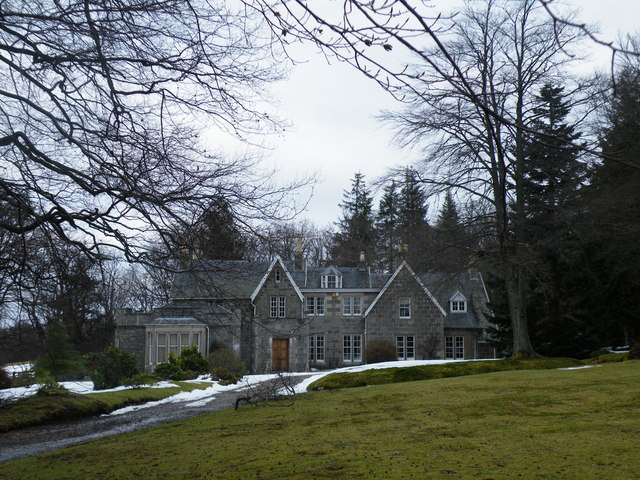
Das Corrybrough Lodge

Corrybrough ist eine kleine Ortschaft, die südöstlich von Inverness in der Region Highland im Norden von Schottland liegt. Im Rahmen der historischen Gliederung Schottlands in Civil Parishes zählt es zu Moy and Dalarossie, das zu Inverness-shire gehörte.

## Geographie
Corrybrough liegt oberhalb des östlichen, rechten Ufers des Flusses River Findhorn. Das Zentrum bildet ein Anwesen, das Corrybrough Lodge, das sich im Besitz des Clans der Macqueens befand.

## Verkehr
Verkehrstechnisch zu erreichen ist Corrybrough über eine Nebenstraße, die bei Tomatin vom übergeordneten Netz in nordöstlicher Richtung abzweigt und im Ort Balvraid ended.